# Stazione di Shōnai (Osaka)
La stazione di Shōnai (庄内駅?, Shōnai-eki) è una stazione delle Ferrovie Hankyū sulla linea Takarazuka situata a Toyonaka. La stazione è dotata di 4 binari con due banchine a isola.